# Monts de Puvirnituq
Monts de Puvirnituq är en bergskedja i provinsen Québec i Kanada. Den ligger i den östra delen av landet, 1 800 km norr om huvudstaden Ottawa.